# Lycée Chaptal
Cet article concerne le lycée situé à Paris. Pour le lycée situé à Quimper, voir Lycée Chaptal (Quimper).
Pour les articles homonymes, voir Chaptal.
Le lycée Chaptal est un établissement public d'enseignement secondaire et supérieur parisien.
En 2020, l'établissement accueille environ deux mille élèves, de la sixième aux classes préparatoires.
Les élèves du lycée Chaptal sont souvent appelés « Chaptaliens ».

## Situation et accès
Situé au 45, boulevard des Batignolles dans le quartier de l'Europe du 8e arrondissement de Paris, séparé par la rue de Rome des voies ferrées passant en contrebas qui desservent la gare Saint-Lazare, le site est desservi par les stations de métro Rome et Villiers.

## Origine du nom
Il porte le nom du savant, chimiste, médecin et homme politique français Jean-Antoine Chaptal (1756-1832). Ce dernier étant né à Nojaret, près de Mende, un autre lycée porte d’ailleurs son nom en Lozère. Un lycée à Quimper a également pris son nom, et ainsi qu’à Amboise et Saint-Brieuc. 

## Historique

### Le premier collège Chaptal

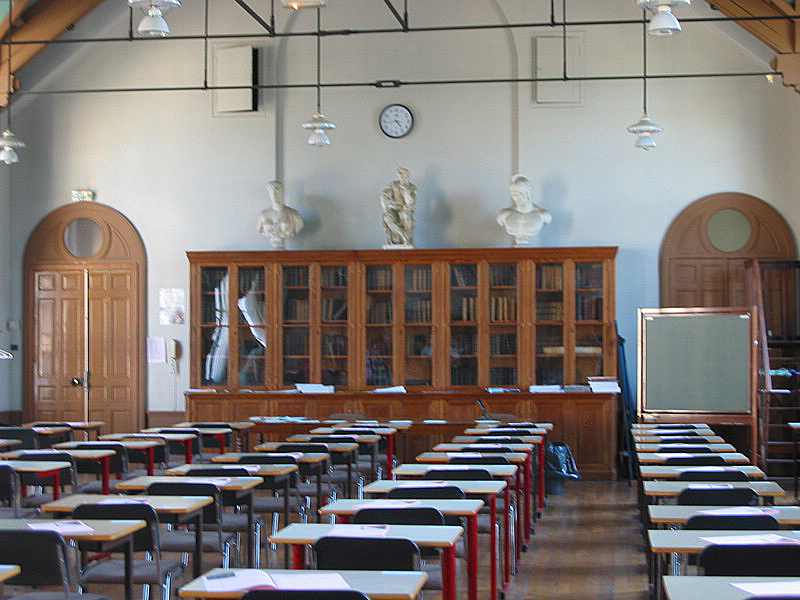
La salle Prosper-Goubaux du lycée Chaptal.

Le fondateur de l'établissement est le pédagogue et dramaturge Prosper Goubaux ; trois bustes de lui sont conservés de nos jours dans le lycée. De plus, sa salle la plus prestigieuse — actuellement salle de réunion et d'examens, anciennement salle de dessin — et une place à environ deux cents mètres du lycée, portent son nom depuis 1993.
Créé sous le nom d'institution Saint-Victor, il est d'abord installé entre la rue Blanche et la rue de Clichy. Il est renommé école François-Ier en 1844 puis collège municipal Chaptal en 1848. Novateur, l'enseignement est organisé pour des garçons se destinant aux carrières du commerce et de l'industrie, dans le contexte de la révolution industrielle, alors que l'éducation est en France encore centrée autour des humanités. Endetté, Prosper Goubaux laisse la ville de Paris prendre sa suite à la direction du collège.

### Construction du nouveau complexe scolaire
Mais les locaux sont peu adaptés et la population scolaire s'accroît. En 1863, le conseil d'administration du collège soutient à l'unanimité son déménagement à la place d'un jardin de 13 500 m2 situé entre le boulevard des Batignolles, la rue de Rome, la rue Bernoulli et la rue Andrieux.
Eugène Train (1832-1903) est l'architecte des nouveaux bâtiments. Le grand, le moyen et le petit collège occupent des parcelles distinctes du nouvel ensemble monumental, chacun ayant une cour entourée de salles de classe et une entrée dédiée. Des galeries couvertes permettent de les relier ainsi que d'accéder aux espaces communs (gymnase, réfectoire, etc.). L'entrée principale est située boulevard des Batignolles, là où s'installe aussi l'administration ; de style néo-roman et néo-Renaissance, cette façade polychrome fait une centaine de mètres de longueur. Le complexe scolaire est encadré par des tours carrées surmontées de lanternons. L'éducation scientifique doit être valorisée dans le contenu scolaire mais l'est aussi dans la pierre : des matériaux modernes comme la brique ou le fer sont utilisés et, sur l'avant-corps colossal côté Batignolles, figurent les inscriptions « Industrie » et « Commerce », tandis que le fronton est orné d'un buste de la déesse Athéna.
Le projet commence sous le règne de Napoléon III. Les travaux durent de 1866 à 1876, avec une interruption due à la guerre de 1870 à 1871.
Pendant la Commune de Paris, des insurgés se retranchent dans l'établissement en construction et y résistent plusieurs jours, avant d'être mis hors de combat par le 102e régiment d'infanterie de ligne, appuyé par de l'artillerie mise en batterie sur le boulevard des Batignolles. Plusieurs impacts sont encore visibles en façade. Les bâtiments inachevés sont alors mis à la disposition du Comité évangélique de secours aux blessés pour y installer une ambulance de trois cents lits, Edmond de Guerle étant le directeur des brancardiers protestants.

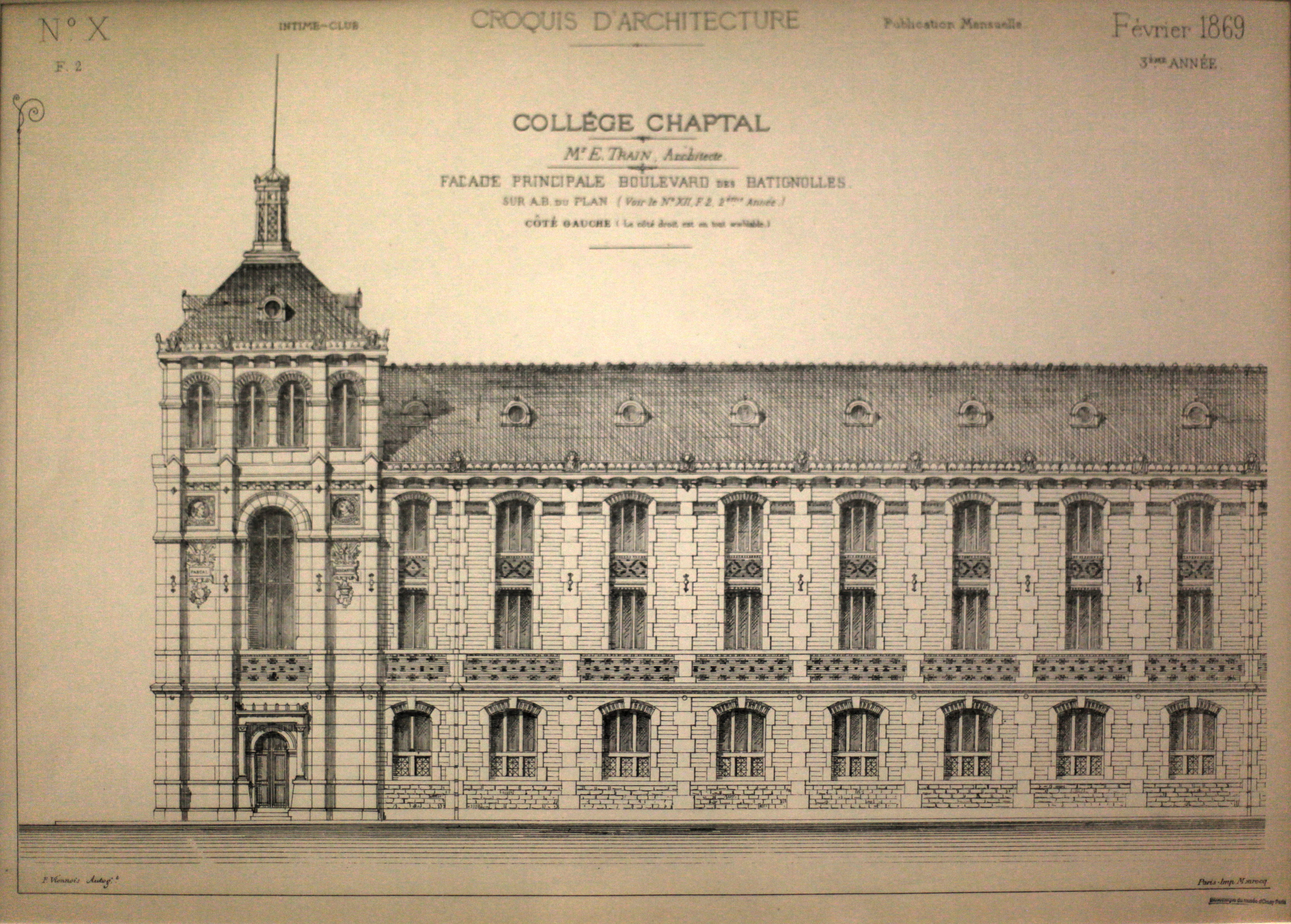
Dessin de la façade (1869).
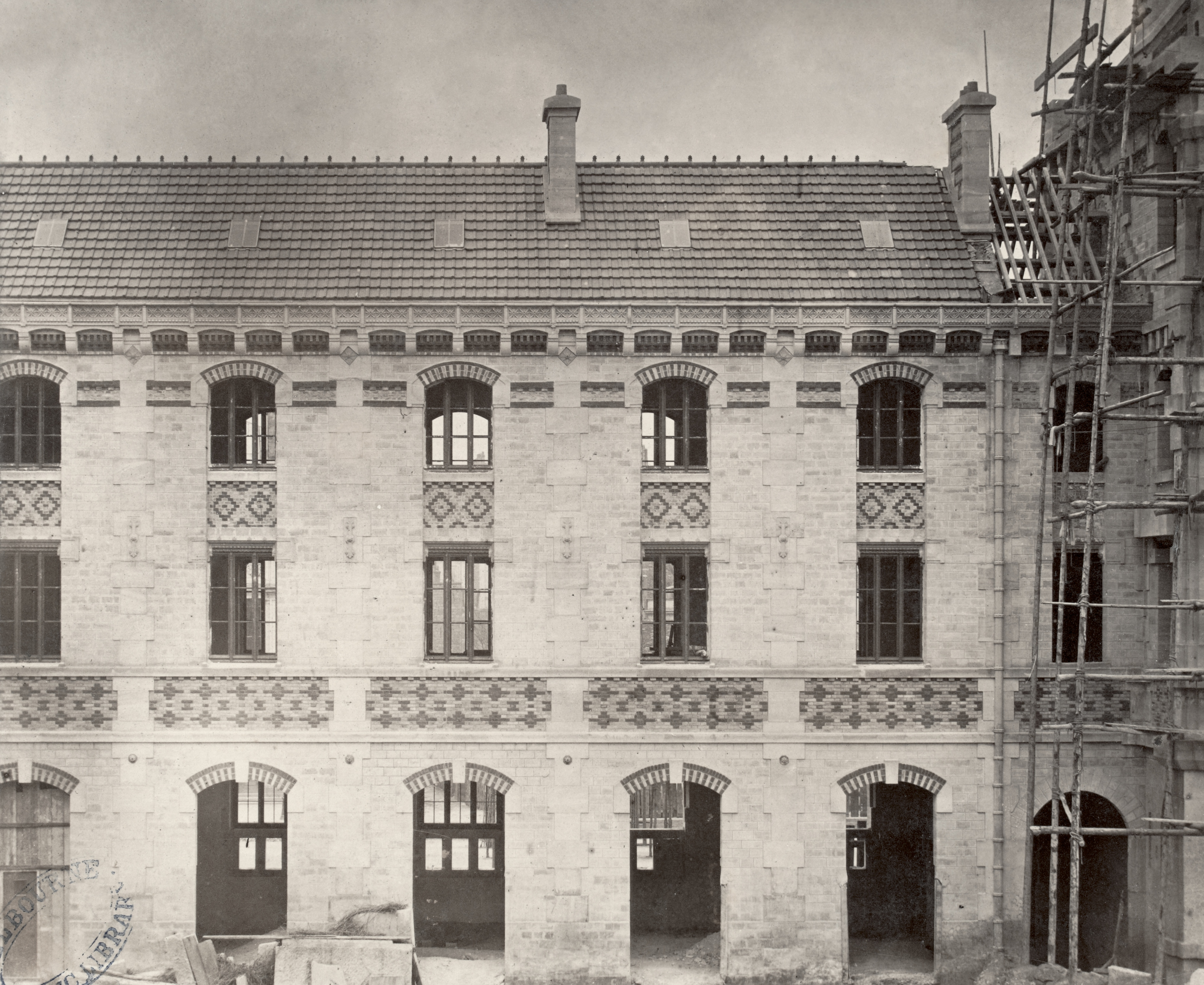
Travaux.
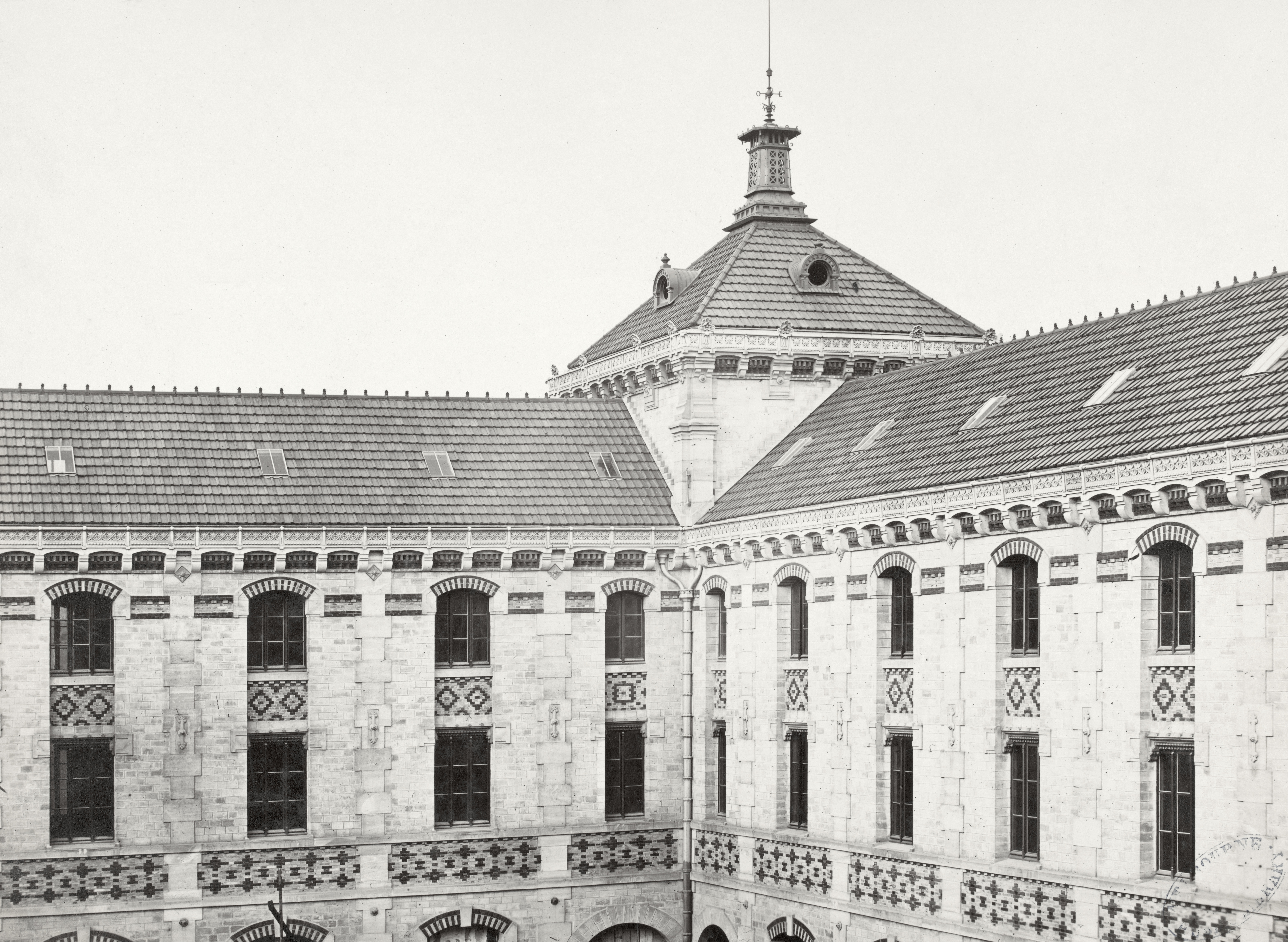
Détail d'une tour depuis une cour intérieure.
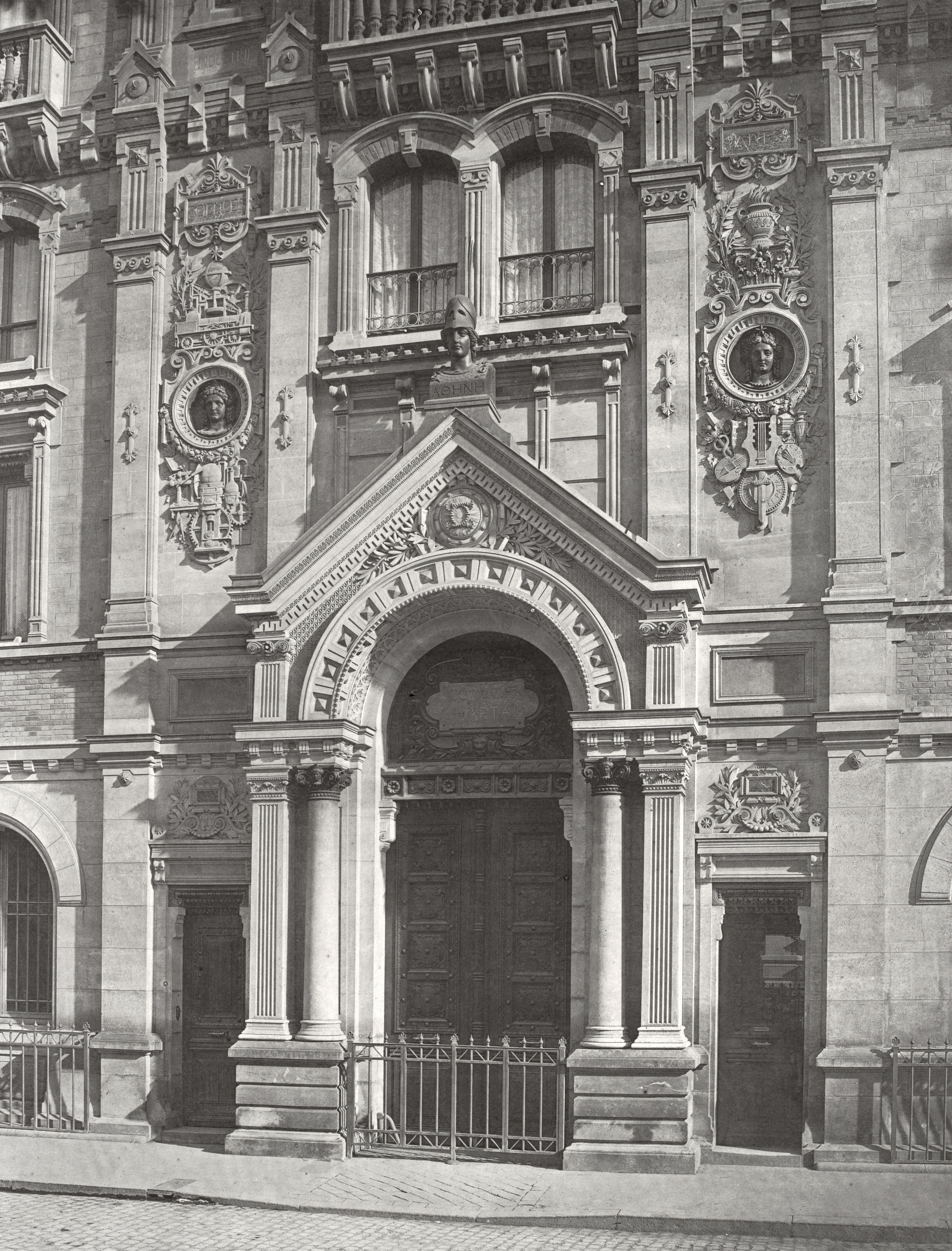
Entrée boulevard des Batignolles.

### Depuis 1874
La première rentrée aux Batignolles a lieu en 1874, même si les travaux finissent deux ans plus tard. L'ancien site de la rue Blanche et de la rue de Clichy est détruit. Le terrain accueille depuis le Casino de Paris.
Conçu pour accueillir un millier d'élèves, Chaptal en scolarise 1 300 en 1877, 1 500 en 1900 et 1 900 dans les années 1980. De la place a dû être gagnée pour permettre cette évolution, d'anciens dortoirs de l'internat étant reconvertis en salles de cours. En 1881, la bibliothèque est installée dans la chapelle. Un gymnase est construit en 1885.
Durant la Première Guerre mondiale, le collège Chaptal est transformé en hôpital complémentaire sous la direction du Pr Pierre Sébileau afin de soigner des Gueules cassées,.
Dans les années 1970, la chapelle est détruite et remplacée par un bâtiment en béton comprenant les centres de documentation et d'information, la salle des professeurs et un nouveau gymnase en sous-sol.
Le 31 octobre 1920, un monument aux morts est inauguré dans le vestibule par le maréchal Joffre. Sur deux plaques de marbre sont inscrits 400 noms d'anciens élèves et professeurs morts durant la Première Guerre mondiale. Au centre est installée une statue ; il s'agit d'une réplique de La Jeunesse de Chapée.
En 1950, le collège Chaptal devient lycée Chaptal. Une filière littéraire est créée en 1993.
Les locaux sont classés monument historique depuis le 29 mai 1987 et le lycée possède un musée conservant de nombreux instruments utilisés en physique et chimie — dont une collection du XIXe siècle. Le musée est fermé au public en temps normal mais sert quelquefois pour des expositions temporaires, en particulier lors de la Fête de la science chaque année.
L'association d'anciens élèves créée en 1854 est toujours active. Cette amicale a pour objectif de mettre en contact les Chaptaliens (élèves et anciens élèves) et dispose de fonds pouvant aider financièrement des élèves dans l’élaboration d'un projet personnel.

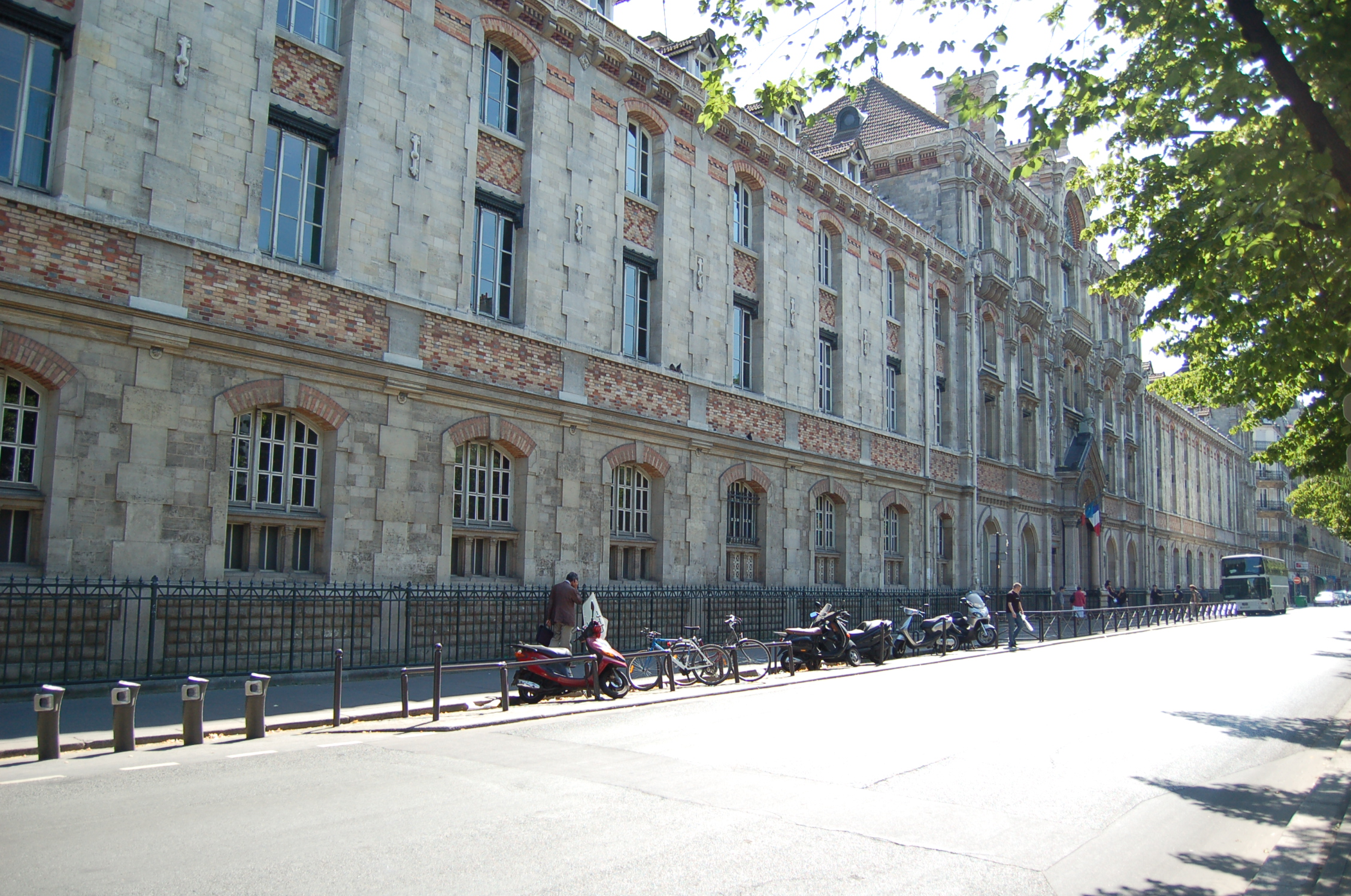
Façade côté Batignolles.
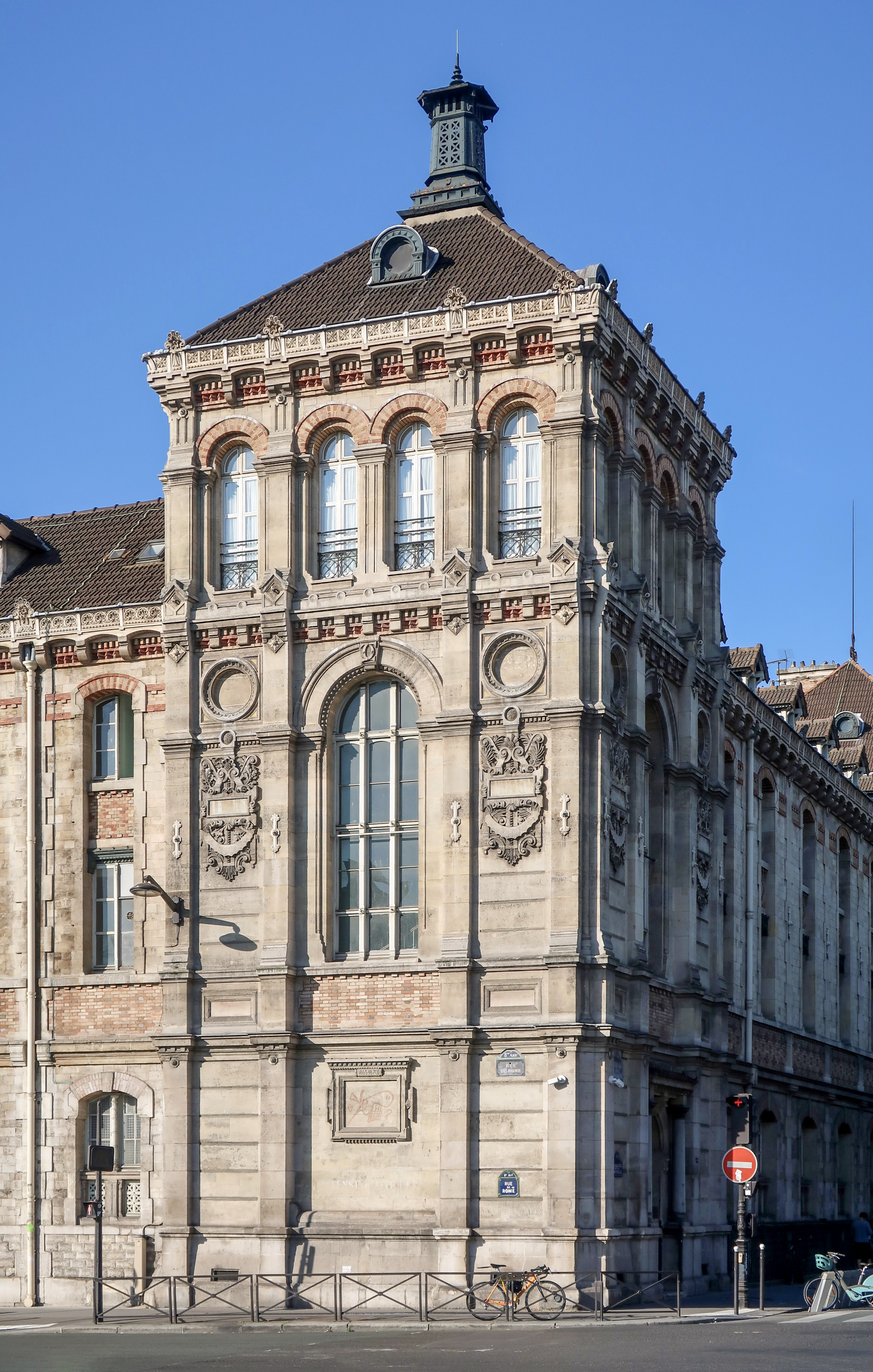
Tour d'angle rue de Rome.
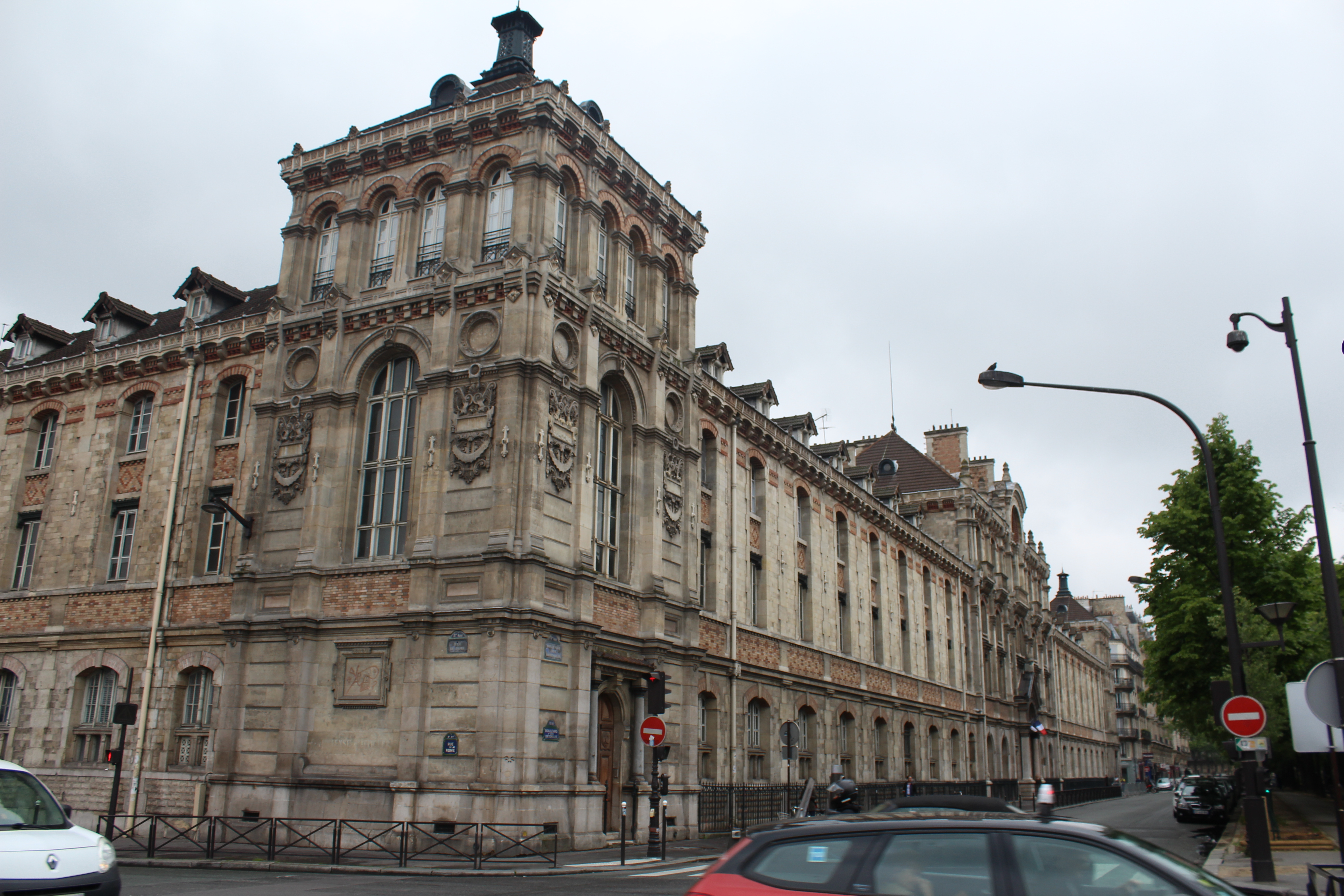
Angle Rome-Batignolles.
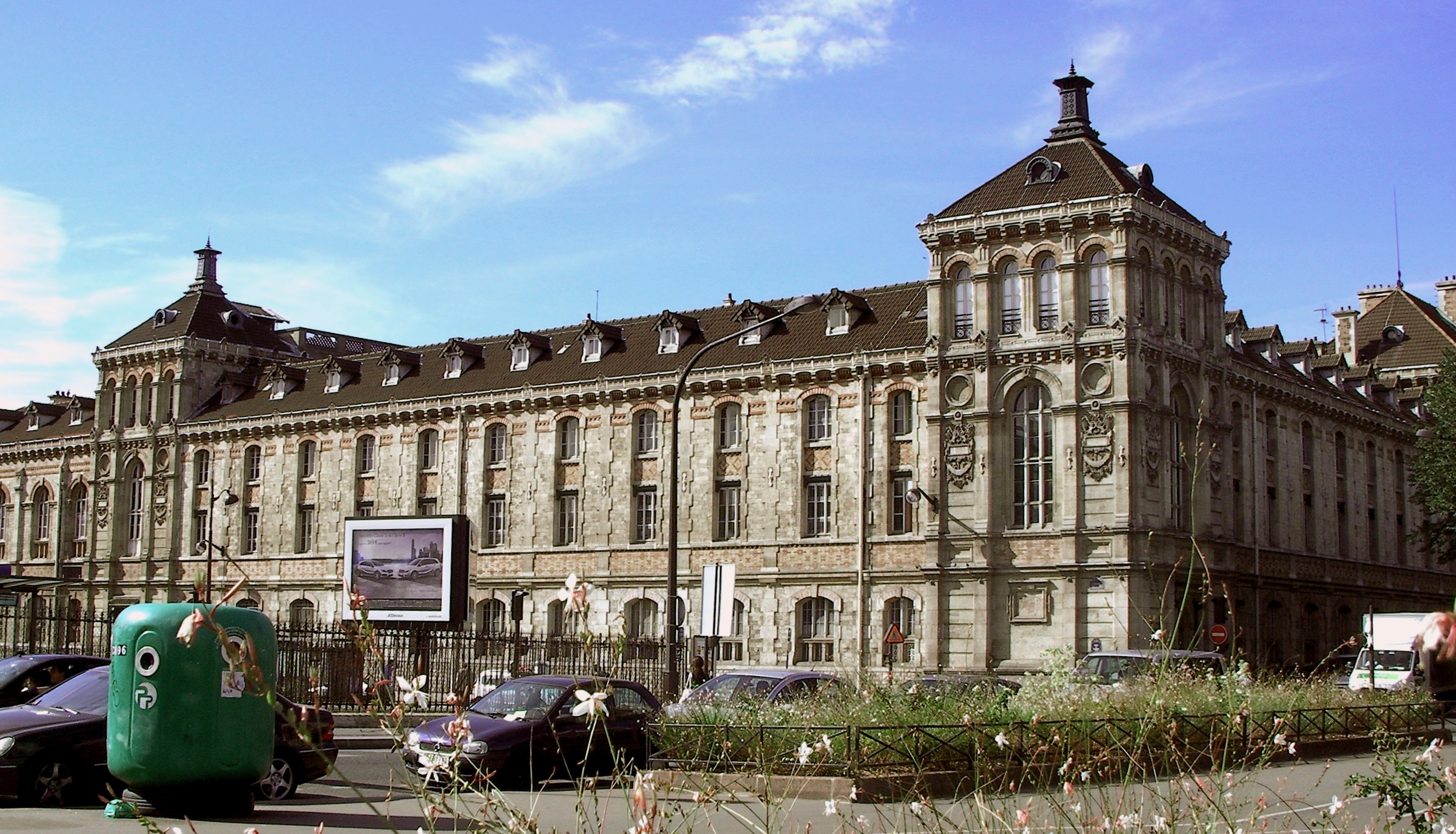
Vue d'ensemble.
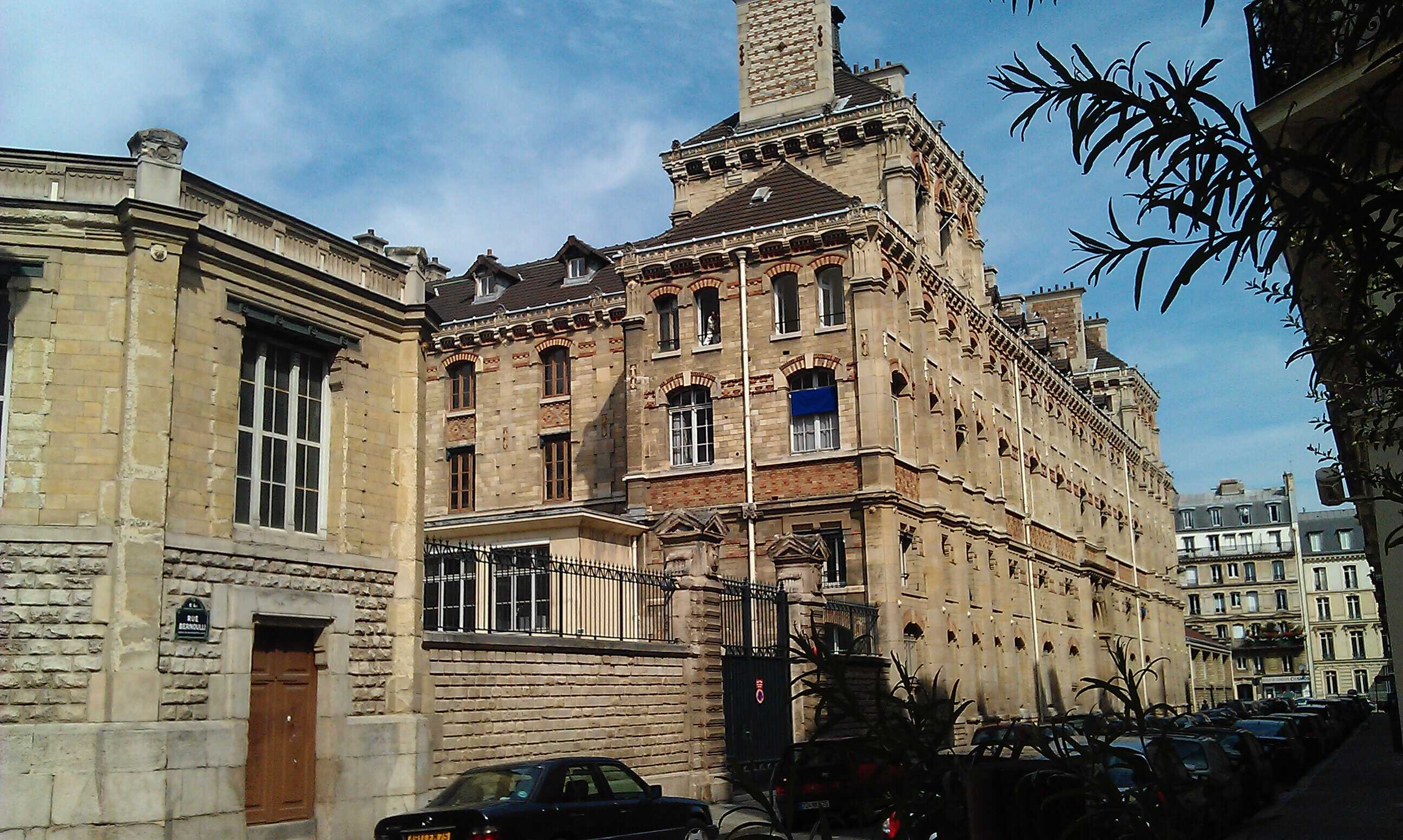
Façade rue Bernoulli.
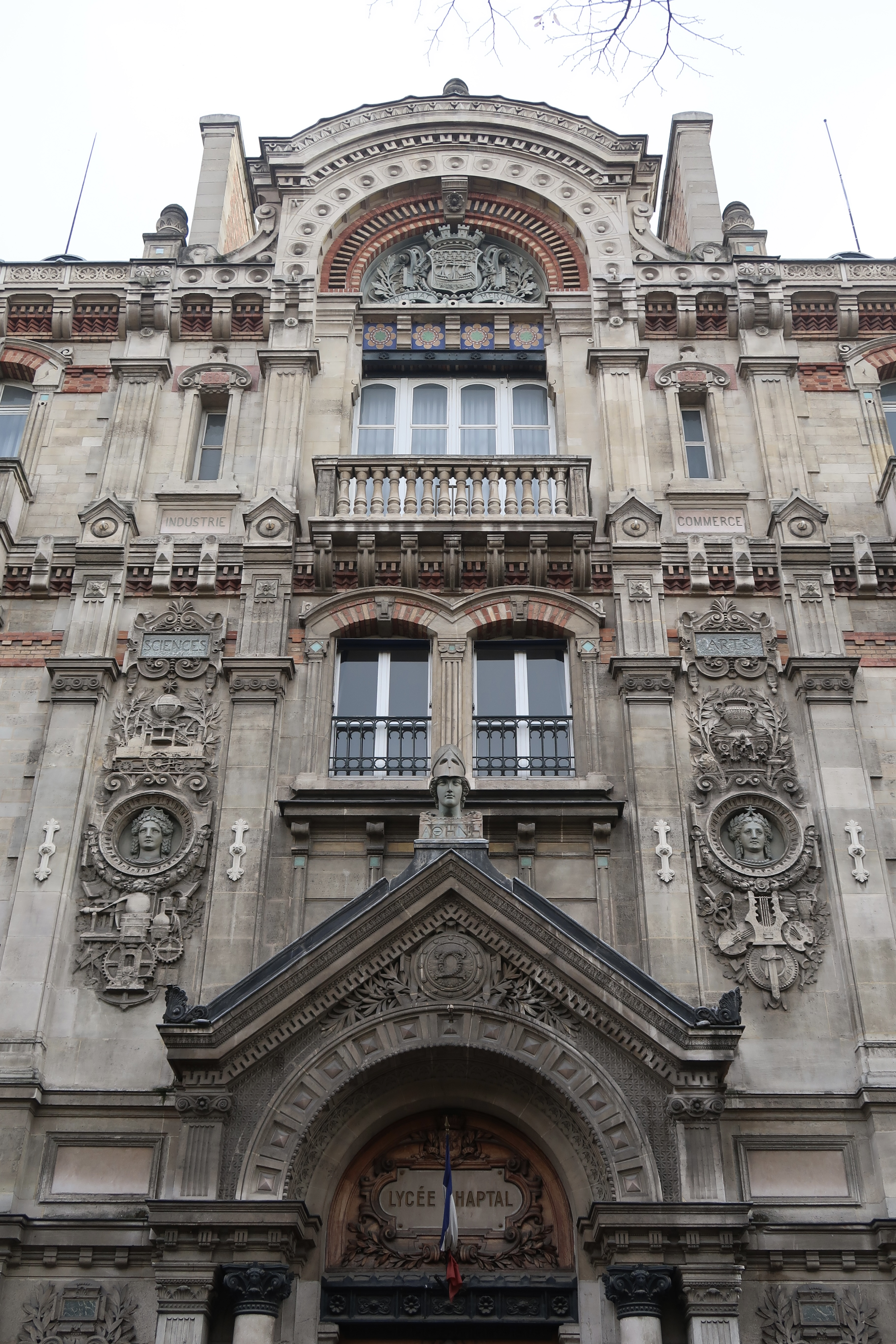
Détail de la façade.

## Enseignements
Les classes de terminale sont essentiellement scientifiques avec quatre classes préparant le baccalauréat scientifique — dont une avec les sciences de l'ingénieur comme enseignement de détermination. Une cinquième classe prépare elle au baccalauréat économique et social. Pour la rentrée 2011, le lycée fait partie avec trois autres établissements parisiens (Louis-le-Grand, Janson-de-Sailly, et Paul-Valéry) des lycées dits « d'excellence » à ouvrir pour les premières et terminales des filières de sciences et technologies de l'industrie et du développement durable (STIDD). Un atelier de théâtre est créé en 1989 par Sonia Branglidor, professeur de lettres, et fut notamment parrainé par Joël Jouanneau.
Par ailleurs, bien que le lycée accueille des classes préparatoires littéraires et économiques, la majorité de ses effectifs est concentrée dans les filières scientifiques. En effet, sur 22 classes préparatoires, 17 sont scientifiques, 2 sont économiques, et 3 sont littéraires.
L'établissement est également l'un des membres du Greta de Paris, organisme qui fait de la formation continue pour les salariés.

## Classement des CPGE
En 2015, L'Étudiant donnait le classement suivant pour les concours d'admission des grandes écoles de 2014 :
| Filière | Élèves admis dans une grande école* | Taux d'admission* | Taux moyen sur 5 ans | Classement national | Évolution sur un an |
| --- | ----------------------------------- | ----------------- | -------------------- | ------------------- | ------------------- |
| ECS | 5 / 43 élèves                       | 12 %              | 14 %                 | 26e sur 95          | 1                   |
| Khâgne LSH | 9 / 68 élèves                       | 13 %              | 8 %                  | 7e sur 73           | 1                   |
| MP / MP* | 9 / 79 élèves                       | 11 %              | 12 %                 | 32e sur 114         | 5                   |
| PC / PC* | 8 / 75 élèves                       | 11 %              | 8 %                  | 20e sur 110         | 16                  |
| PSI / PSI* | 30 / 93 élèves                      | 32 %              | 23 %                 | 16e sur 120         | 4                   |
| PT / PT* | 23 / 37 élèves                      | 62 %              | 59 %                 | 4e sur 62           | 2                   |
| BCPST | 21 / 76 élèves                      | 28 %              | 28 %                 | 37e sur 53          | 6                   |
| Source : Classement 2015 des prépas - L'Étudiant (Concours de 2014). * le taux d'admission dépend des grandes écoles retenues par l'étude. En filières ECE et ECS, ce sont HEC, ESSEC, et l'ESCP. Pour les khâgnes, ce sont l'ENSAE, l'ENC, les 3 ENS, et 5 écoles de commerce (HEC, ESSEC, ESCP, EM Lyon et EDHEC). En filières scientifiques, ce sont un panier de 11 à 17 écoles d'ingénieurs qui ont été retenus selon la filière (MP, PC, PSI, PT ou BCPST). |                                     |                   |                      |                     |                     |

## Classement du lycée
En 2015, selon L'Express, le lycée se classe 8e sur 109 au niveau départemental quant à la qualité d'enseignement, et 106e au niveau national. Le classement s'établit sur trois critères : le taux de réussite au baccalauréat, la proportion d'élèves de première qui obtient le baccalauréat en ayant fait les deux dernières années de leur scolarité dans l'établissement, et la valeur ajoutée (calculée à partir de l'origine sociale des élèves, de leur âge et de leurs résultats au diplôme national du brevet).

## Proviseurs
- 1982-1986 : Mme Podvin
- 1986- ? : M.Marani
- ? -2002 : M. Gérard Mamou
- 2002-2010 : M. Philippe Semichon
- 2010-2013 : Mme Bouvier
- 2013-2018 : M. Torres
- Depuis 2018 : M. Gateau

## Personnalités liées au lycée

### Professeurs et encadrement
- Henri Abraham, professeur de physique
- Paul Sacerdote, professeur de physique
- Jacques Ancel, professeur de géographie
- Emmanuel Beau de Loménie, professeur devenu journaliste collaborateur
- Charles de Comberousse, professeur de mathématiques
- Georges Dumas, professeur de philosophie (1894-1902)
- Pierrette Fleutiaux, professeure d'anglais
- Gaston Mouchet, professeur-directeur d'études en 1893-1894
- Georges Cazenave, professeur et poète (1905-1982)
- Jean-Robert Pitte, professeur de géographie
- Athanase Coquerel, aumônier
- Philippe Delaveau, poète et professeur de lettres
- Imad Lahoud, professeur de maths prépa HEC (remplaçant)
- Isabelle Garo, professeur de philosophie
- Marcel Bournérias, professeur de biologie

### Élèves
Par ordre alphabétique :
- Henri Abraham, physicien[3]
- Jean Anouilh, écrivain[3]
- Cyril Abiteboul, ingénieur
- Claude Askolovitch, journaliste[3]
- Dove Attia, producteur[3]

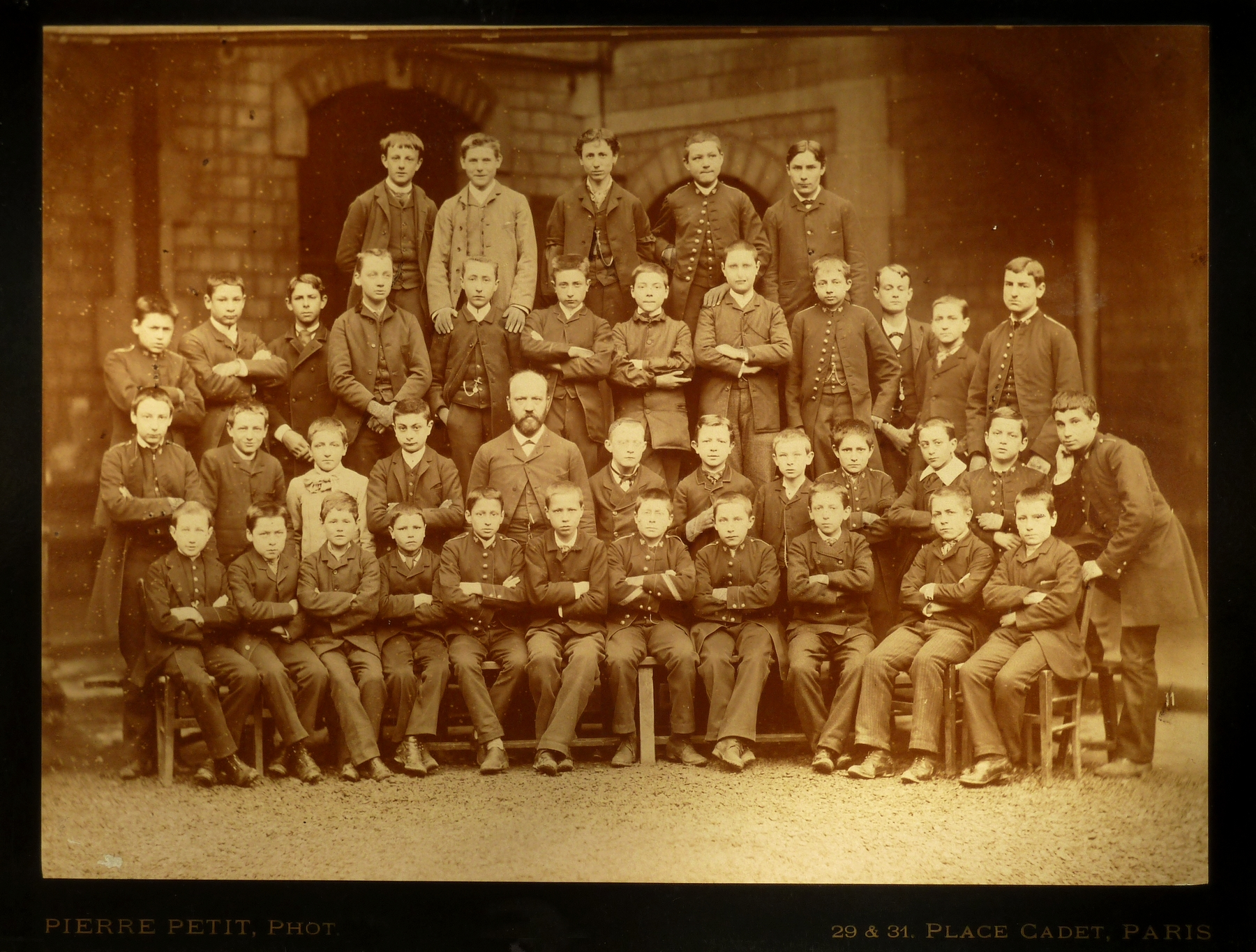
Une classe au lycée Chaptal, vers 1880. Photo de Pierre Petit.

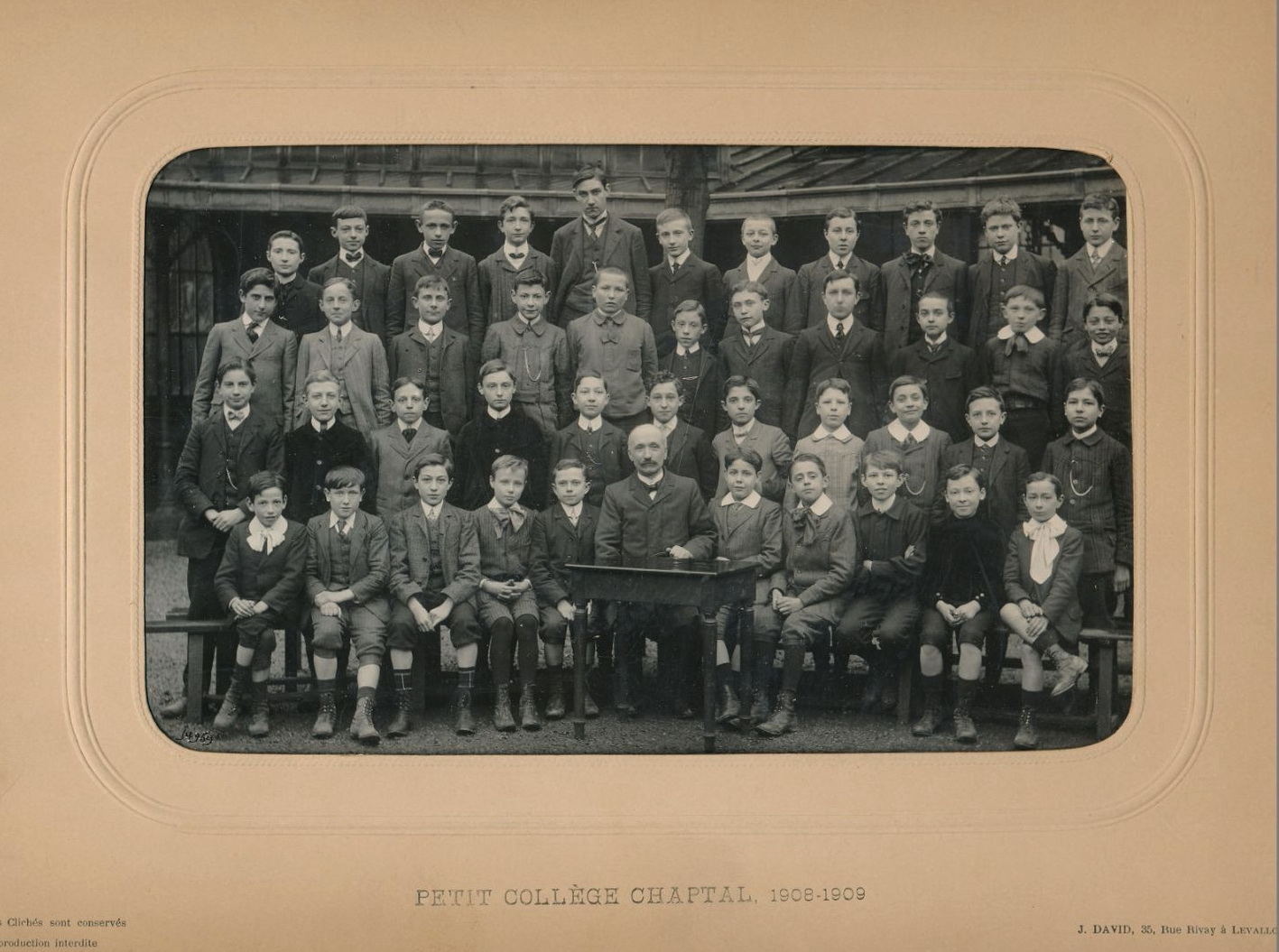
Une classe au petit collège Chaptal, 1908-1909. Photo de Jules David.

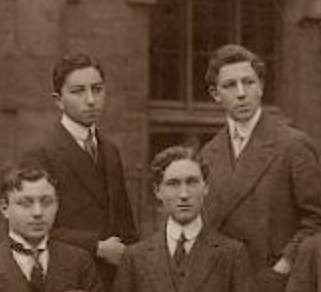
André Breton (en haut, à droite) en 1912 sur une photo de classe, à sa droite, Théodore Fraenkel.

- Zo d'Axa, individualiste libertaire[3]
- Didier Barbelivien, auteur-compositeur-interprète[3]
- Jean-Louis Barrault, comédien[3]
- Patrick Baudry, spationaute[3]
- Christian Brendel
- André Breton (une salle d'examen du lycée est à son nom), poète[3]
- Philippe Bouvard[20]
- Thérésien Cadet, botaniste[3]
- Jean-Michel Caradec, auteur-compositeur-interprète[3]
- Bernard Cottret, historien[3]
- François Décorchemont, peintre, céramiste, maître-verrier[21]
- Pierre-Paul Dehérain, botaniste
- Asya Djoulaït, écrivaine
- Alfred Dreyfus, capitaine victime d'une erreur judiciaire[3]
- Mathieu Dreyfus, industriel, frère du précédent[3]
- René Dubos, agronome, biologiste et écologue[3]
- Alexandre Dumas fils, écrivain[3]
- Théodore Fraenkel, écrivain[3]
- Eugène Freyssinet, ingénieur[22]
- Roger Frison-Roche, alpiniste[3]
- Abel Gance, cinéaste[3]
- Aristide Gromer, joueur d'échec[3]
- Paul Grossin, général[3]
- Daniel Hechter, créateur de mode
- Michel Houellebecq, écrivain[3]
- Maurice Kanapa, ingénieur
- Michel Lang, réalisateur[3]
- Pierre Lazareff, journaliste
- Jean-Louis Le Moigne, épistémologue[3]
- Henri Lœvenbruck, écrivain[3]
- Raymond Lœwy, designer industriel[3]
- Salvador de Madariaga, diplomate et homme politique espagnol[3]
- Paul Morand, écrivain[3]
- Maurice d'Ocagne, ingénieur et mathématicien[3]
- Léon Ortiz, cambrioleur et personnalité importante de l'illégalisme[23]
- René Quinton, naturaliste, physiologiste et biologiste[3]
- Alice Recoque, informaticienne
- Marcel Roche, peintre
- Nicolas Sarkozy, homme politique[3]
- Gauvain Sers, auteur-compositeur-interprète
- Alain Philippe Segonds, philologue, philosophe et historien des sciences
- Jeanloup Sieff, photographe
- Bernard Trémillon, ingénieur
- Jean Yanne, humoriste[3]
- Paul Quiles, homme politique

## Le lycée au cinéma et à la télévision
- 1976 : lieu de tournage au début du film À nous les petites anglaises, film de Michel Lang, ancien élève du lycée Chaptal.
- 2018 : Speakerine, série télévisée de Laurent Tuel, diffusée sur France 2. Le lycée est transformé en quai des Orfèvres pour les besoins de la série, et sert de cadre pour les scènes de lycée.